# William Windom (Politiker)

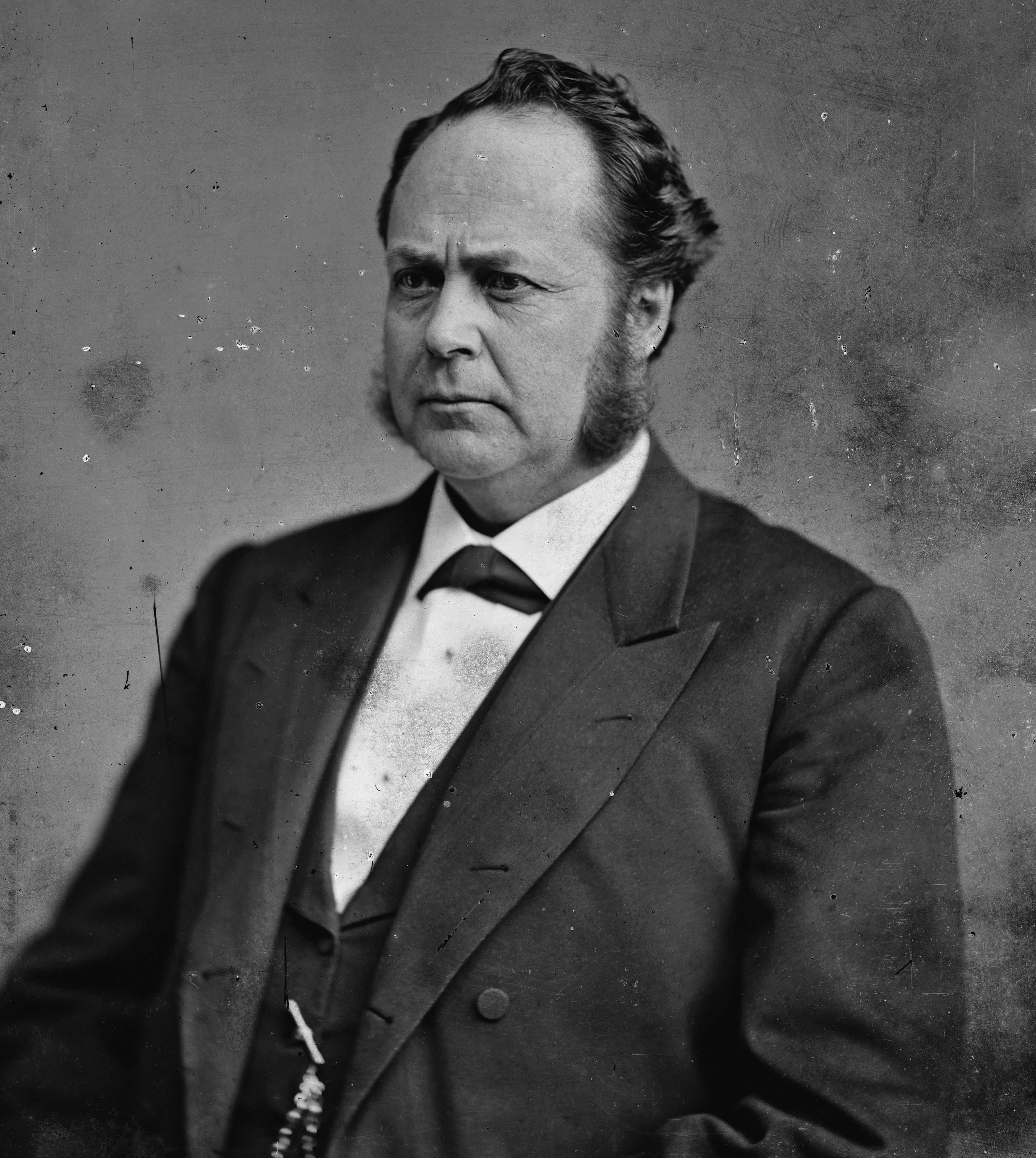
William Windom

William Windom (* 10. Mai 1827 im Belmont County, Ohio; † 29. Januar 1891 in New York City) war ein US-amerikanischer Politiker (Republikanische Partei), der als Finanzminister  unter drei Präsidenten dem Kabinett der Vereinigten Staaten angehörte. Außerdem vertrat er den Bundesstaat Minnesota in beiden Kammern des Kongresses.
Windom studierte die Rechtswissenschaften, machte 1850 seinen Abschluss und wurde in die Anwaltschaft aufgenommen. Ab 1852 war er Staatsanwalt im Knox County. 1855 zog Windom in das Minnesota-Territorium und ließ sich in Winona nieder. Als Mitglied der Republikanischen Partei wurde er ins Repräsentantenhaus der Vereinigten Staaten gewählt und verblieb dort vom 4. März 1859 bis zum 3. März 1869. Als US-Senator Daniel Sheldon Norton 1870 starb, wurde Windom dazu bestimmt, dessen Senatssitz bis zur Wahl eines Nachfolgers zu besetzen. Windom übte dieses Mandat vom 15. Juli 1870 bis zum 22. Januar 1871 aus und wurde dann von Ozora P. Stearns abgelöst. Da Stearns nicht für eine weitere Amtszeit kandidierte, bewarb sich Windom für den Senatssitz. Er wurde gewählt und war somit nach seiner erfolgreichen Wiederwahl 1877 vom 4. März 1871 bis zum 7. März 1881 wieder Senator der Vereinigten Staaten.
Im März 1881 trat Windom von seinem Senatorenposten zurück, um Finanzminister im Kabinett von Präsident James A. Garfield zu werden; nach dessen Tod im September desselben Jahres behielt er seinen Posten unter dem Nachfolger Chester A. Arthur nur noch für kurze Zeit. Windom schied im November als Minister aus, da er wieder in den Senat der Vereinigten Staaten gewählt wurde, um den von ihm selbst als vakant hinterlassenen Sitz wieder zu besetzen. Diesmal vertrat er vom 15. November 1881 bis zum 3. März 1883 seinen Heimatbundesstaat im Senat. Er war dort unter anderem Vorsitzender des einflussreichen Committee on Foreign Relations.
Im Jahr 1883 ging er nach New York und praktizierte wieder als Rechtsanwalt. Bereits 1889 kehrte er in die Politik zurück und wurde erneut als Finanzminister in das Kabinett von Präsident Benjamin Harrison berufen. Er starb während seiner Amtsperiode im Alter von 64 Jahren und wurde auf dem Rock Creek Cemetery in Washington beigesetzt.
Nach ihm wurden zwei Gemeinden in Minnesota benannt, zum einen Windom im Cottonwood County und zum anderen Windom Township im Mower County. Sein Bild wurde von 1891 bis 1896 auf Silberzertifikaten der Vereinigten Staaten verwendet.